# 達林鎮區 (明尼蘇達州莫里森縣)
達林鎮區（英語：Darling Township）是位於美國明尼蘇達州莫里森縣的一個行政鎮區。

## 歷史
達林鎮區原名蘭德爾鎮區（Randall Township），於1891年設立，1907年改為現稱。現稱得名自鐵路公司老闆威廉·L·達林（William L. Darling）。

## 地方資料
達林鎮區的面積為88.58平方千米，當中陸地面積為87.89平方千米，而水域面積為0.69平方千米。根據2020年美國人口普查的數據，當地共有人口475人，而人口密度為每平方千米5.36人。